# KDE 프레임워크
KDE 프레임워크 또는 KDE 프레임웍스(KDE Frameworks)는 여러 운영체제에서 Qt 기반 소프트웨어 스택 또는 애플리케이션에 쉽게 사용이 가능한 라이브러리 및 소프트웨어 프레임워크의 모음집이다. 하드웨어 통합, 파일 포맷 지원, 추가 그래픽 제어 요소, 플로팅(plotting) 기능, 맞춤법 검사기 등의 자주 필요한 기능 솔루션을 특징으로 하는 이 컬렉션은 GNU 약소 일반 공중 사용 허가서로 배포되는 KDE 플라스마 5, KDE 기어의 기술적 토대 역할을 한다.